# Raí
Raí Souza Vieira de Oliveira eller bare Raí (født 15. maj 1965 i Ribeirão Preto, Brasilien) er en tidligere brasiliansk fodboldspiller (midtbane).
Raí spillede primært i hjemlandet hos São Paulo FC og i Frankrig hos Paris Saint-Germain. Med Paris Saint-Germain var han med til at vinde både det franske mesterskab og Pokalvindernes Europa Cup.
Han blev i 1992 kåret til Årets fodboldspiller i Sydamerika.

## Landshold
Raí spillede mellem 1987 og 1998 51 kampe og scorede 17 mål for det brasilianske landshold.
Han var en del af det brasilianske hold der vandt guld ved VM i 1994 i USA. Han spillede fire af brasilianernes syv kampe under turneringen. Han var i de indledende gruppekampe desuden holdets anfører.